# SM UB-64
SM UB-64 – niemiecki okręt podwodny z okresu I wojny światowej, jedna z 96 zbudowanych jednostek typu UB III.
Okręt miał wyporność 508 ton w położeniu nawodnym i 639 ton pod wodą, a jego główną bronią było 10 torped o kalibrze 500 mm wystrzeliwanych z pięciu wyrzutni. Napędzana silnikami wysokoprężnymi i elektrycznymi jednostka rozwijała prędkość 13,3 węzła na powierzchni i 8 węzłów w zanurzeniu, osiągając zasięg nawodny wynoszący 8420 Mm przy prędkości 6 węzłów (i 55 Mm przy prędkości 4 węzłów pod wodą).
UB-64 został zwodowany 9 czerwca 1917 roku w stoczni Vulcan w Hamburgu, a do służby w Kaiserliche Marine wcielono go 5 sierpnia 1917 roku. W czasie służby operacyjnej w 5. Flotylli U-Bootów i 2. Flotylli U-Bootów Hochseeflotte odbył osiem patroli bojowych, podczas których zatopił 29 statków o łącznej pojemności 33 749 BRT oraz zdobył jeden statek o pojemności 371 BRT, a cztery statki o łącznej pojemności 48 497 BRT uszkodził. SM UB-64 został poddany Wielkiej Brytanii w listopadzie 1918 roku w wyniku podpisania rozejmu w Compiègne, a następnie złomowany w Fareham w 1921 roku.

## Projekt i budowa
Wydane w kwietniu 1915 roku przez Inspektorat U-Bootów memorandum wzywało kierownictwo Cesarskiej Marynarki Wojennej do zaprojektowania i budowy uproszczonego typu okrętu podwodnego, który miał zostać wykorzystany w działaniach blokadowych Wielkiej Brytanii. Budowa dużych, oceanicznych okrętów podwodnych trwała zbyt wiele czasu, podobnie jak produkcja używanych do ich napędu silników wysokoprężnych o dużej mocy. Konsekwencją był duży niedobór jednostek tej klasy w niemieckiej flocie. Wznowienie na początku 1916 roku nieograniczonej wojny podwodnej sprawiło, że konieczne stało się opracowanie średniej wielkości okrętu podwodnego uzbrojonego w torpedy, który można było szybko zbudować. Przybrzeżne okręty typu UB II były zbyt słabo uzbrojone i miały niewystarczający zasięg, przez co ich użycie ograniczone było przeważnie do wód Morza Północnego i kanału La Manche, natomiast nowo projektowane torpedowe okręty podwodne musiały być zdolne do operowania wokół Wysp Brytyjskich i na Morzu Śródziemnym. Zrezygnowano z wcześniejszego schematu prostych jednostek jednokadłubowych z zewnętrznymi zbiornikami balastowymi na rzecz konstrukcji dwukadłubowej.
Projekt nowego okrętu podwodnego średniej wielkości oparto na konstrukcji udanych podwodnych stawiaczy min typu UC II. Dziobowej części okrętu nadano nowy profil, a szyby minowe zastąpiono przedziałem torpedowym z czterema wewnętrznymi wyrzutniami torped; powiększono również wyposażony w dwa peryskopy kiosk. Znacznie zwiększono moc silników spalinowych i elektrycznych, jak i pojemność zbiorników paliwa, jednak odbyło się to kosztem zmniejszenia o 40% wielkości baterii akumulatorów i o blisko 30% ich pojemności w stosunku do SM U-16, przez co spadła prędkość podwodna i zasięg. Okręty charakteryzowały się doskonałą manewrowością i krótkim czasem zanurzania, wynoszącym 30 sekund. Budowa okrętów o nadanym przez Inspektorat U-Bootów numerze projektu 44, zwanych później typem UB III, miała rozpocząć się po zrealizowaniu przez stocznie kontraktów na budowę jednostek typu UB II i UC II, czyli najwcześniej wiosną 1917 roku.
SM UB-64 zamówiony został 20 maja 1916 roku jako jednostka z liczącej 24 jednostki I serii okrętów typu UB III . Powstał w stoczni Vulcan w Hamburgu jako jeden z 26 okrętów typu UB III zbudowanych w tej wytwórni . UB-64 otrzymał numer stoczniowy 89 (Werk 89)  . Stępkę okrętu położono w 1916 roku , a zwodowany został 9 czerwca 1917 roku. Koszt budowy okrętu wyniósł 3 mln 279 tys. marek.

## Dane taktyczno-techniczne

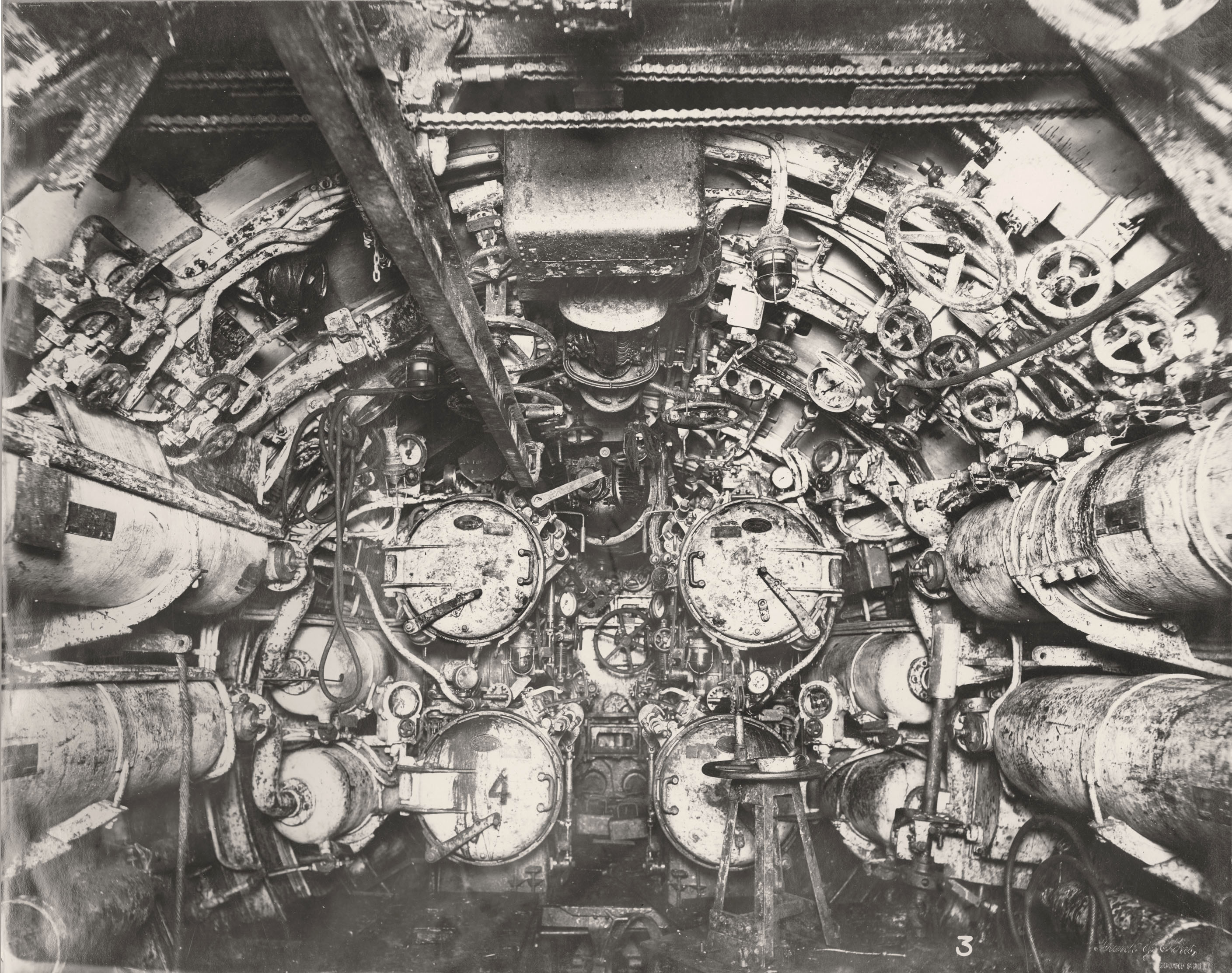
Wnętrze przedziału torpedowego siostrzanego okrętu SM UB-110

SM UB-64 był średniej wielkości okrętem podwodnym o konstrukcji dwukadłubowej. Długość całkowita wynosiła 55,52 metra, szerokość 5,76 metra i zanurzenie 3,7 metra. Kadłub sztywny miał 40,1 metra długości i 3,9 metra szerokości . Podzielony był grodziami na następujące przedziały (od dziobu): przedział torpedowy, pomieszczenia załogi, centrala, pomieszczenia załogi, przedział silników spalinowych, przedział silników elektrycznych oraz rufowy przedział torpedowy. Wysokość (od stępki do szczytu kiosku) wynosiła 8,25 metra . Dziób jednostki przystosowany był do przecinania sieci przeciwpodwodnych. Wyporność w położeniu nawodnym wynosiła 508 ton, a w zanurzeniu 639 ton.
Okręt napędzany był na powierzchni przez dwa 6-cylindrowe, czterosuwowe silniki wysokoprężne MAN S6V35/35 o łącznej mocy 809 kW (1100 KM) przy 450 obr./min, zaś pod wodą poruszał się dzięki dwóm silnikom elektrycznym SSW o łącznej mocy 580 kW (788 KM) przy 362 obr./min. Dwa wały napędowe obracały dwie śruby o średnicy 1,4 metra każda. Jednostka wyposażona była w dwa stery kierunku i dwa podwójne stery głębokości. Okręt osiągał prędkość 13,3 węzła na powierzchni i 8 węzłów w zanurzeniu. Zasięg wynosił 8420 Mm przy prędkości 6 węzłów w położeniu nawodnym oraz 55 Mm przy prędkości 4 węzłów pod wodą. Zbiorniki mieściły 68 ton paliwa , a energia elektryczna magazynowana była w dwóch bateriach akumulatorów po 62 ogniwa, zlokalizowanych pod przednim i tylnym pomieszczeniem mieszkalnym załogi. Dopuszczalna głębokość zanurzenia wynosiła 75 metrów , zaś czas wykonania manewru zanurzenia 30 sekund.
Głównym uzbrojeniem okrętu było pięć wewnętrznych wyrzutni torped kalibru 500 mm: cztery dziobowe i jedna na rufie, z łącznym zapasem 10 torped. Broń artyleryjską stanowiło umieszczone przed kioskiem działo pokładowe kalibru 8,8 cm TK C/08 L/30, z zapasem amunicji wynoszącym od 160 do 296 naboi . Okręt wyposażony był w dwa peryskopy: wachtowy i bojowy. Wyposażenie ratownicze stanowiła umieszczona na pokładzie łódź ratunkowa.
Załoga okrętu składała się z trzech oficerów oraz 31 podoficerów i marynarzy.

## Służba

### 1917 rok
SM UB-64 został wcielony do służby w Kaiserliche Marine 5 sierpnia 1917 roku . Dowódcą jednostki został mianowany kpt. mar. (niem. Kapitänleutnant) Otto von Schrader, dowodzący wcześniej UC-31 i UB-35 . Po okresie szkolenia U-Boot 10 września wszedł w skład 5. Flotylli U-Bootów Hochseeflotte .
13 października w odległości 9 Mm na wschód od Lerwick okręt storpedował zbudowany w 1914 roku brytyjski parowiec „Newquay” o pojemności 4191 BRT, płynący z ładunkiem drewna z Archangielska do Nantes. Statek został uszkodzony, a na jego pokładzie nikt nie zginął .
1 listopada nowym dowódcą U-Boota został kpt. mar. Walter Gude, dowodzący uprzednio U-71 . 13 grudnia na zachód od wyspy Man UB-64 zatopił w ataku torpedowym zbudowany w 1910 roku brytyjski uzbrojony parowiec blokadowy (ang. armed boarding steamer) HMS „Stephen Furness” (1712 BRT), na którym zginęło 101 osób .

### 1918 rok
W 1918 roku na okręcie w miejsce działa kalibru 8,8 cm zamontowano działo kalibru 10,5 cm Utof C/16 L/45 (zapas pocisków wynosił od 108 do 192). 26 stycznia nastąpiła kolejna zmiana dowódcy jednostki – kpt. mar. Walter Gude został zastąpiony przez kpt. mar. Woldemara Petriego, dowodzącego wcześniej UB-78 i UB-79 .
14 lutego w odległości 4 Mm na północny wschód od Sunderlandu UB-64 storpedował bez ostrzeżenia i zatopił zbudowany w 1901 roku brytyjski parowiec „Saga” o pojemności 1143 BRT, płynący z ładunkiem węgla z Sunderlandu do Rouen (na pozycji 54°56′N 1°19′W/54,933333 -1,316667, nikt nie zginął)  . 19 lutego w pobliżu ławicy Dogger Bank (na pozycji 54°49′N 3°37′E/54,816667 3,616667) okręt podwodny zatopił ogniem artyleryjskim zbudowaną w 1912 roku holenderską żaglową łódź rybacką „Wilhelmina VII” o pojemności 109 BRT (w wyniku ataku zginęło sześciu członków załogi) .
28 lutego dowództwo UB-64 objął ponownie kpt. mar. Otto von Schrader . 30 marca w odległości 13 Mm na południowy wschód od wyspy Rockabill U-Boot zatopił z działa pokładowego zbudowany w 1897 roku grecki parowiec „Salaminia” (3112 BRT), płynący pod balastem z Barrow-in-Furness do Barry Roads (na pozycji 53°27′N 5°32′W/53,450000 -5,533333, obyło się bez strat w ludziach) . 5 kwietnia na wodach Morza Irlandzkiego (na pozycji 53°25′N 4°57′W/53,416667 -4,950000) okręt storpedował zbudowany w 1893 roku brytyjski zbiornikowiec „Clam” o pojemności 3552 BRT, transportujący olej napędowy z Liverpoolu do Queenstown. Uszkodzony statek bez strat w załodze zdołał powrócić do Liverpoolu . 11 kwietnia w odległości 2,75 Mm od latarni morskiej Corsewall UB-64 zatopił w ataku torpedowym zbudowany w 1917 roku amerykański transportowiec USS „Lakemoor” o pojemności 2045 BRT, płynący z Newport News do Glasgow (na jego pokładzie zginęło 46 marynarzy) . 20 kwietnia U-Boot został włączony do 2. Flotylli U-Bootów Hochseeflotte . 
23 maja w odległości 16 Mm na północny wschód od latarniowca „Kish” (na pozycji 53°26′N 5°21′W/53,433333 -5,350000) UB-64 storpedował bez ostrzeżenia i zatopił zbudowany w 1896 roku uzbrojony brytyjski parowiec pasażerski „Innisfallen” o pojemności 1405 BRT, transportujący ładunek drobnicy z Liverpoolu do Cork (w wyniku ataku zginęło 10 członków załogi statku)  . 30 maja w odległości 26 Mm na północny zachód od wyspy Calf of Man okręt zatrzymał i po ewakuacji załóg zatopił 10 brytyjskich łodzi rybackich: „Cyprus” (35 BRT), „Glad Tidings” (15 BRT), „Honey Bee” (34 BRT), „Jane Gordon” (27 BRT), „Lloyd” (35 BRT), „Marianne Mc Crum” (30 BRT), „Never Can Tell” (31 BRT), „Seabird” (15 BRT), „Sparkling Wave” (37 BRT) i „St. Mary” (29 BRT) .
8 czerwca w odległości 16 Mm na południowy wschód od norweskiego latarniowca „Ryvingen” załoga U-Boota zatopiła zbudowany w 1871 roku norweski żaglowiec „Elektra” o pojemności 614 BRT, przewożący stemple kopalniane z Langangen do Newcastle upon Tyne (obyło się bez strat w ludziach) . Nazajutrz w Kattegacie okręt zatrzymał i zdobył zbudowany w 1871 roku szwedzki drewniany bark „Lena” (371 BRT), płynący z Göteborga do Hiszpanii (nikt nie zginął) .
19 lipca w odległości 20 Mm na północny zachód od wyspy Barra Head załoga U-Boota zatrzymała i po ewakuacji załogi zatopiła za pomocą ładunków wybuchowych zbudowany w 1876 roku brytyjski drewniany szkuner z pomocniczym napędem motorowym „Ranger” (79 BRT), transportujący sól, bawełnę i maty z Fleetwood do Thorshavn  . Tego dnia w odległości 20 Mm na północny zachód od wyspy Skerryvore (na pozycji 55°38′N 7°39′W/55,633333 -7,650000) UB-64 wykonał atak na zbudowany w 1917 roku uzbrojony brytyjski duży parowiec pasażerski „Justicia” o pojemności 32 234 BRT, płynący pod balastem z Liverpoolu do Nowego Jorku. Uszkodzony statek wzięto na hol, jednak nazajutrz został zatopiony przez siostrzany okręt podwodny UB-124 w pobliżu wyspy Inishtrahull  . 23 lipca na południe od Irlandii okręt zatopił zbudowany w 1903 roku brytyjski krążownik pomocniczy HMS „Marmora” (10 509 BRT), płynący z Cardiff do Dakaru (na pozycji 50°24′N 8°48′W/50,400000 -8,800000; na pokładzie jednostki śmierć poniosło 10 załogantów) . Następnego dnia na pozycji 50°03′N 8°40′W/50,050000 -8,666667 UB-64 storpedował zbudowany w 1915 roku brytyjski parowiec „Defender” o pojemności 8520 BRT, transportujący węgiel z Cardiff przez Milford Haven do Gibraltaru. Statek został uszkodzony i dopłynął do portu bez strat w załodze .
1 września nowym dowódcą U-Boota został mianowany por. mar. (niem. Oberleutnant zur See) Ernst Krieger . 13 września załoga okrętu podwodnego zatopiła bez ostrzeżenia torpedami trzy brytyjskie uzbrojone parowce: zbudowany w 1866 roku „Buffalo” o pojemności 286 BRT, przewożący ładunek węgla z Ayr do Dundalk, nieopodal latarni morskiej Corsewall (w wyniku ataku zginęło 10 osób wraz z kapitanem statku)  ; pochodzący z 1898 roku „M.J. Craig” (691 BRT), transportujący węgiel na trasie Ayr – Belfast, w pobliżu portu docelowego przy stracie czterech członków załogi   i zbudowany w 1906 roku pasażerski „Setter” o pojemności 956 BRT, płynący z ładunkiem drobnicy z Manchesteru do Firth of Clyde (statek zatonął w odległości 6 Mm na północny zachód od latarni morskiej Corsewall, a na jego pokładzie śmierć poniosło dziewięciu ludzi, w tym kapitan)  . Nazajutrz w odległości 1,5 Mm na południe od latarniowca „Skulmartin” (na pozycji 54°42′N 5°23′W/54,700000 -5,383333) UB-64 storpedował bez ostrzeżenia i zatopił zbudowany w 1906 roku uzbrojony brytyjski parowiec „Neotsfield” o pojemności 3821 BRT, transportujący ładunek węgla i koksu z Glasgow do Neapolu (nikt nie zginął)  . 15 września ofiarami wojennej działalności U-Boota zostały nieopodal latarniowca „Codling Bank” na Morzu Irlandzkim trzy transportujące węgiel brytyjskie żaglowce, zatopione ogniem artyleryjskim: zbudowany w 1862 roku drewniany kecz „Mary Fanny” o pojemności 94 BRT, płynący z Garston do New Ross ; pochodzący z 1895 roku drewniany kecz „Energy” (89 BRT), płynący z Garston do Youghal (nikt nie zginął)  oraz zbudowany w 1866 roku drewniany dwumasztowy szkuner „Joseph Fisher” o pojemności 88 BRT, płynący z Garston do Wicklow (obyło się bez strat w ludziach) . Następnego dnia w odległości 13,5 Mm na północny wschód od przylądka Strumble Head okręt storpedował bez ostrzeżenia i zatopił zbudowany w 1905 roku uzbrojony brytyjski parowiec „Serula” o pojemności 1388 BRT, płynący z Manchesteru do Rouen z ładunkiem drobnicy (w wyniku ataku zginęło 17 członków załogi wraz z kapitanem statku)  . 19 września na północny zachód od wyspy Man ten sam los spotkał zbudowany w 1916 roku uzbrojony brytyjski parowiec „Barrister” o pojemności 4952 BRT, przewożący drobnicę i pocztę z Glasgow przez Liverpool do Indii Zachodnich, a na pokładzie śmierć poniosło 30 osób  . Dwa dni później w odległości 8 Mm na północny zachód od wyspy Rockabill UB-64 zatrzymał i po ewakuacji załogi zatopił z działa pokładowego zbudowany w 1905 roku uzbrojony brytyjski parowiec „Downshire” o pojemności 368 BRT, transportujący węgiel z Whitehaven do Dublina  .
Po zakończeniu działań wojennych, w myśl postanowień rozejmu w Compiègne, SM UB-64 został 21 listopada 1918 roku poddany Brytyjczykom, a w 1921 roku złomowano go w Fareham.

## Podsumowanie działalności bojowej
W latach 1917–1918 SM UB-64 odbył łącznie osiem patroli bojowych, podczas których zatopił 29 statków o łącznej pojemności 33 749 BRT, zdobył jeden statek o pojemności 371 BRT, a cztery statki o łącznej pojemności 48 497 BRT uszkodził  . Na pokładach zatopionych jednostek zginęły co najmniej 243 osoby, w tym 101 na brytyjskim uzbrojonym parowcu blokadowym HMS „Stephen Furness”  . Pełne zestawienie bojowych osiągnięć okrętu przedstawia poniższa tabela :
| Data                 | Nazwa                 | Państwo           | Tonaż       | Los jednostki |
| -------------------- | --------------------- | ----------------- | ----------- | ------------- |
| 13 października 1917 | „Newquay”             | Wielka Brytania   | 4191        | uszkodzony    |
| 13 grudnia 1917      | HMS „Stephen Furness” | Royal Navy        | 1712        | zatopiony     |
| 14 lutego 1918       | „Saga”                | Wielka Brytania   | 1143        | zatopiony     |
| 19 lutego 1918       | „Wilhelmina VII”      | Holandia          | 109         | zatopiony     |
| 30 marca 1918        | „Salaminia”           | Królestwo Grecji  | 3112        | zatopiony     |
| 5 kwietnia 1918      | „Clam”                | Wielka Brytania   | 3552        | uszkodzony    |
| 11 kwietnia 1918     | „Lakemoor”            | Stany Zjednoczone | 2045        | zatopiony     |
| 23 maja 1918         | „Innisfallen”         | Wielka Brytania   | 1405        | zatopiony     |
| 30 maja 1918         | „Cyprus”              | Wielka Brytania   | 35          | zatopiony     |
| 30 maja 1918         | „Glad Tidings”        | Wielka Brytania   | 15          | zatopiony     |
| 30 maja 1918         | „Honey Bee”           | Wielka Brytania   | 34          | zatopiony     |
| 30 maja 1918         | „Jane Gordon”         | Wielka Brytania   | 27          | zatopiony     |
| 30 maja 1918         | „Lloyd”               | Wielka Brytania   | 35          | zatopiony     |
| 30 maja 1918         | „Marianne Mc Crum”    | Wielka Brytania   | 30          | zatopiony     |
| 30 maja 1918         | „Never Can Tell”      | Wielka Brytania   | 31          | zatopiony     |
| 30 maja 1918         | „Seabird”             | Wielka Brytania   | 15          | zatopiony     |
| 30 maja 1918         | „Sparkling Wave”      | Wielka Brytania   | 37          | zatopiony     |
| 30 maja 1918         | „St. Mary”            | Wielka Brytania   | 29          | zatopiony     |
| 8 czerwca 1918       | „Elektra”             | Norwegia          | 614         | zatopiony     |
| 9 czerwca 1918       | „Lena”                | Szwecja           | 371         | zdobyty       |
| 19 lipca 1918        | „Justicia”            | Wielka Brytania   | 32 234      | uszkodzony    |
| 19 lipca 1918        | „Ranger”              | Wielka Brytania   | 79          | zatopiony     |
| 23 lipca 1918        | HMS „Marmora”         | Royal Navy        | 10 509      | zatopiony     |
| 24 lipca 1918        | „Defender”            | Wielka Brytania   | 8520        | uszkodzony    |
| 13 września 1918     | „Buffalo”             | Wielka Brytania   | 286         | zatopiony     |
| 13 września 1918     | „M.J. Craig”          | Wielka Brytania   | 691         | zatopiony     |
| 13 września 1918     | „Setter”              | Wielka Brytania   | 956         | zatopiony     |
| 14 września 1918     | „Neotsfield”          | Wielka Brytania   | 3821        | zatopiony     |
| 15 września 1918     | „Mary Fanny”          | Wielka Brytania   | 94          | zatopiony     |
| 15 września 1918     | „Energy”              | Wielka Brytania   | 89          | zatopiony     |
| 15 września 1918     | „Joseph Fisher”       | Wielka Brytania   | 88          | zatopiony     |
| 16 września 1918     | „Serula”              | Wielka Brytania   | 1388        | zatopiony     |
| 19 września 1918     | „Barrister”           | Wielka Brytania   | 4952        | zatopiony     |
| 21 września 1918     | „Downshire”           | Wielka Brytania   | 368         | zatopiony     |
| RAZEM                | RAZEM                 | zatopione:        | zatopione:  | 29            |
| RAZEM                | RAZEM                 | zdobyte:          | zdobyte:    | 1             |
| RAZEM                | RAZEM                 | uszkodzone:       | uszkodzone: | 4             |